# 大噴水

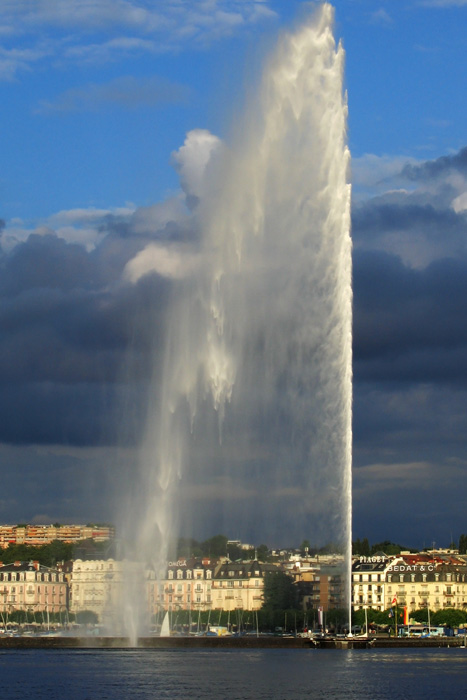
ジュネーヴの大噴水

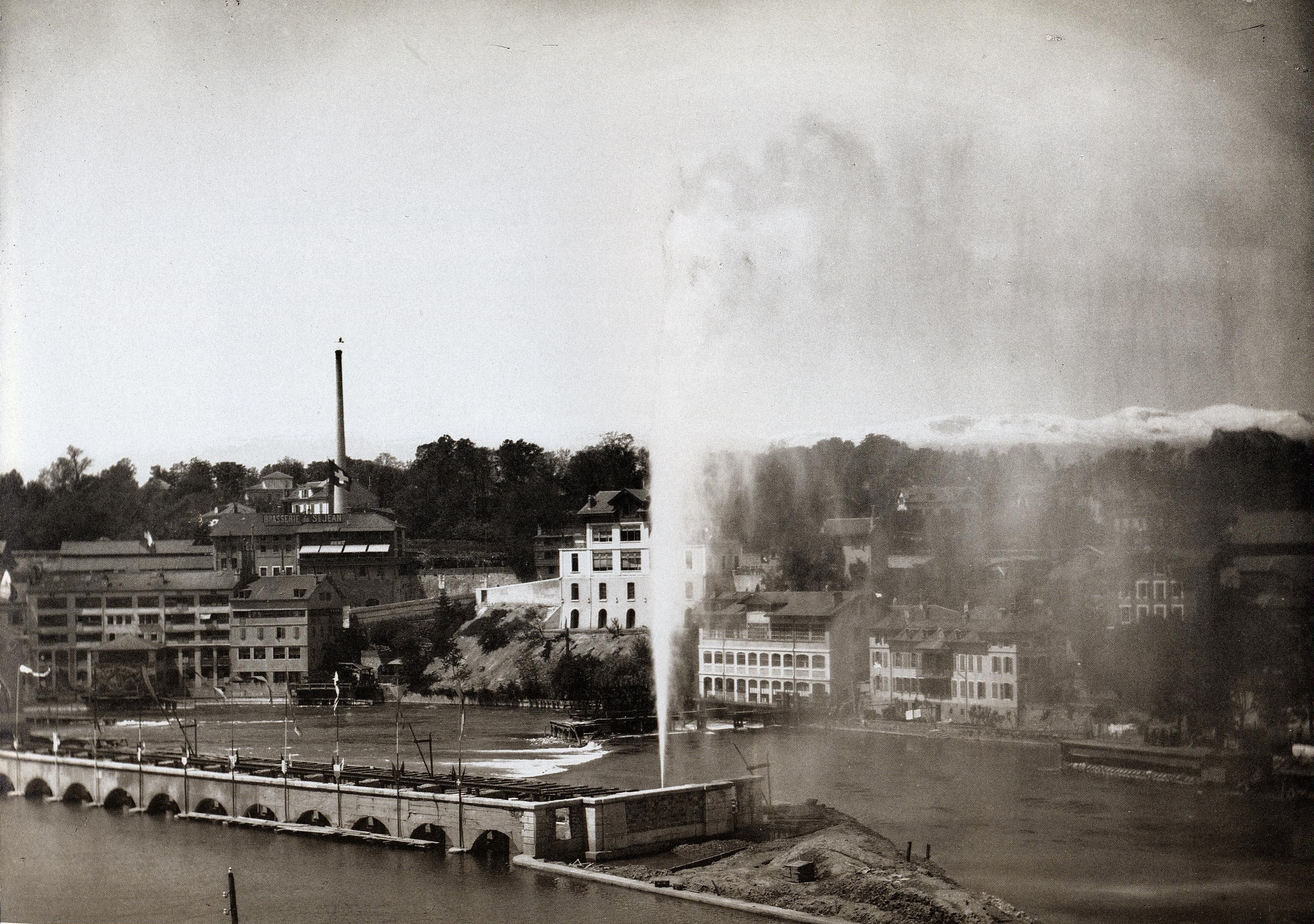
1886年頃の最初の大噴水

大噴水 (Jet d'Eau, フランス語発音: [ʒɛ do], Water-Jet) は、スイスのジュネーヴにある大きな噴水であり、市の最も有名なランドマークの1つとなっている（市の公式観光ウェブサイトやジュネーヴで開催された2008年UEFAチャンピオンシップの公式ロゴにも使用されている）。また、世界で最も大きい噴水の1つでもある。レマン湖からローヌ川へと流れ出る地点に位置しており、市内の至る所から見ることができ、ジュネーヴの上空10kmを飛行した場合でも確認できる。
毎秒500リットル (132ガロン) の水が2,400ボルトの電圧で、2つの500kWポンプから、高さ140メートル (459フィート) まで噴出され、1メガワット以上の電力を消費する。水は、200km/h (124mph) の速度で噴射される。放出時の瞬間には、約7,000リットル (1849ガロン) の水が空気中にある。風向の僅かな変化により、噴水（湖の左岸から石の突堤経由で到達することがある）を見ている観光客はずぶ濡れになる。

## 歴史
最初の大噴水は、現在の位置より少し下流にあるUsine de la Coulouvrenièreで、1886年につくられた。これは、安全バルブとして水力ネットワークに使用され、高さ約30メートル (98フィート) まで達した。1891年、その美的価値が認識され、連邦体育祭とスイス連邦の600周年を祝うため、噴水は現在の場所へ移された。噴水の最大の高さは90メートル (295フィート) となった。水道水に変わって湖水を汲み上げるため、半分水中に沈んだポンプ場が1951年に設置された。
2003年より、噴水は霜や特に強い風の日などを除き、1年中昼間に稼働している。さらに、春から秋にかけての夜にも稼働し、12セットで計108kWのライトで照明されている。

## ギャラリー

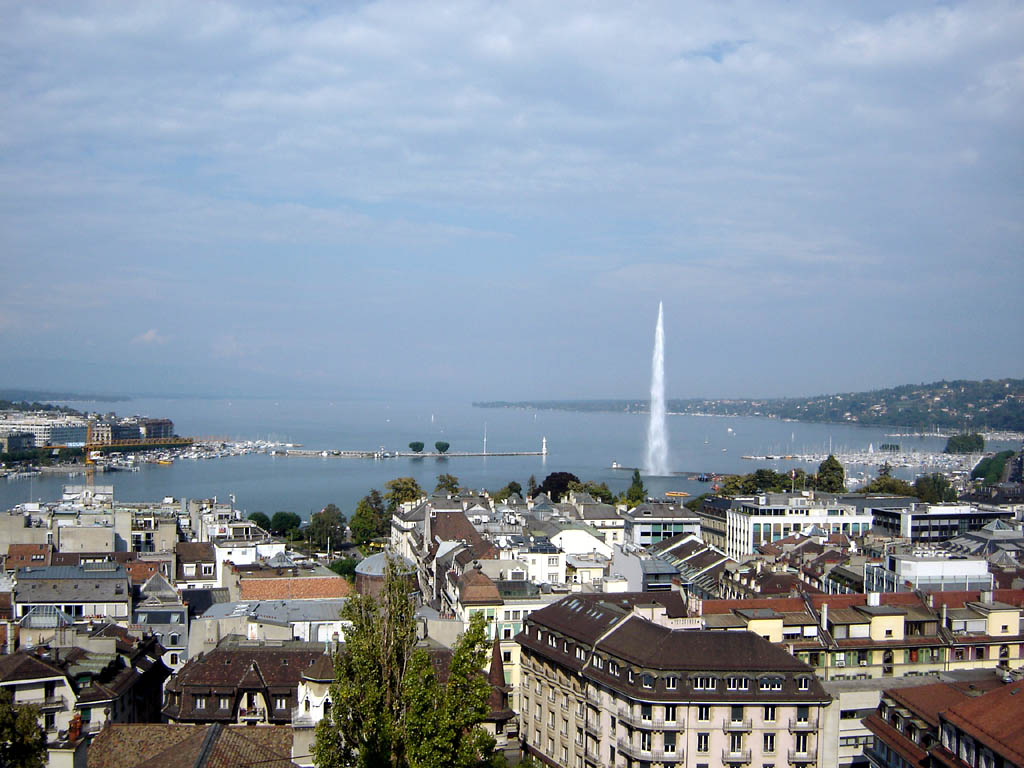
サン・ピエール大聖堂より
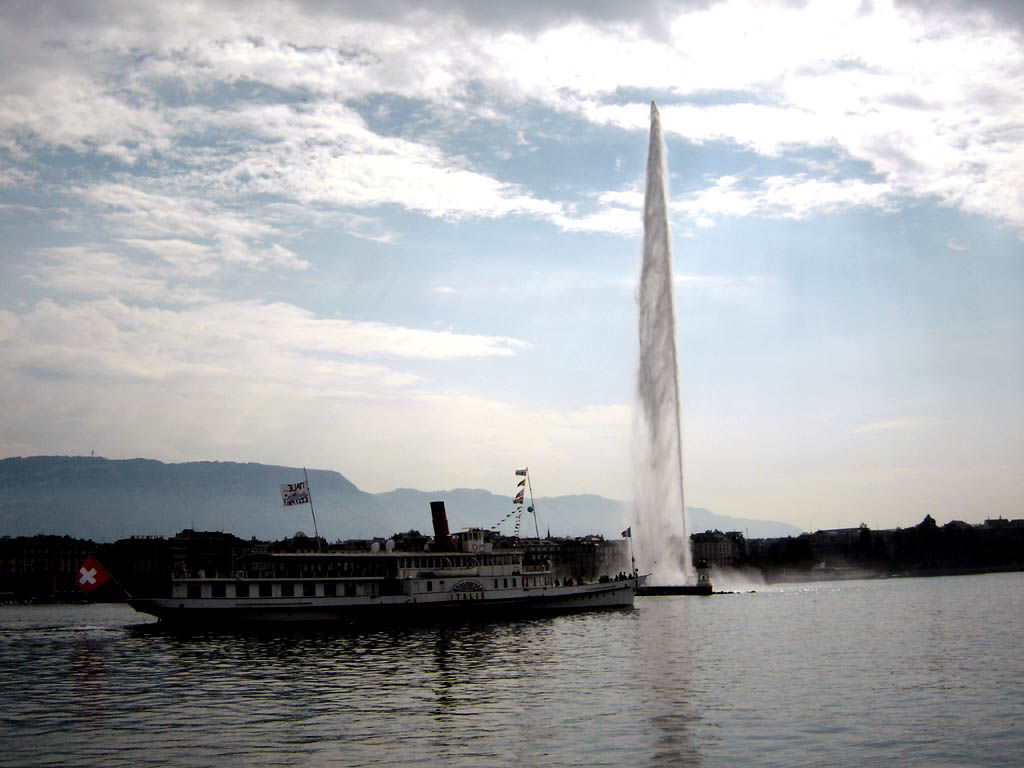
レマン湖でのボートクルーズ
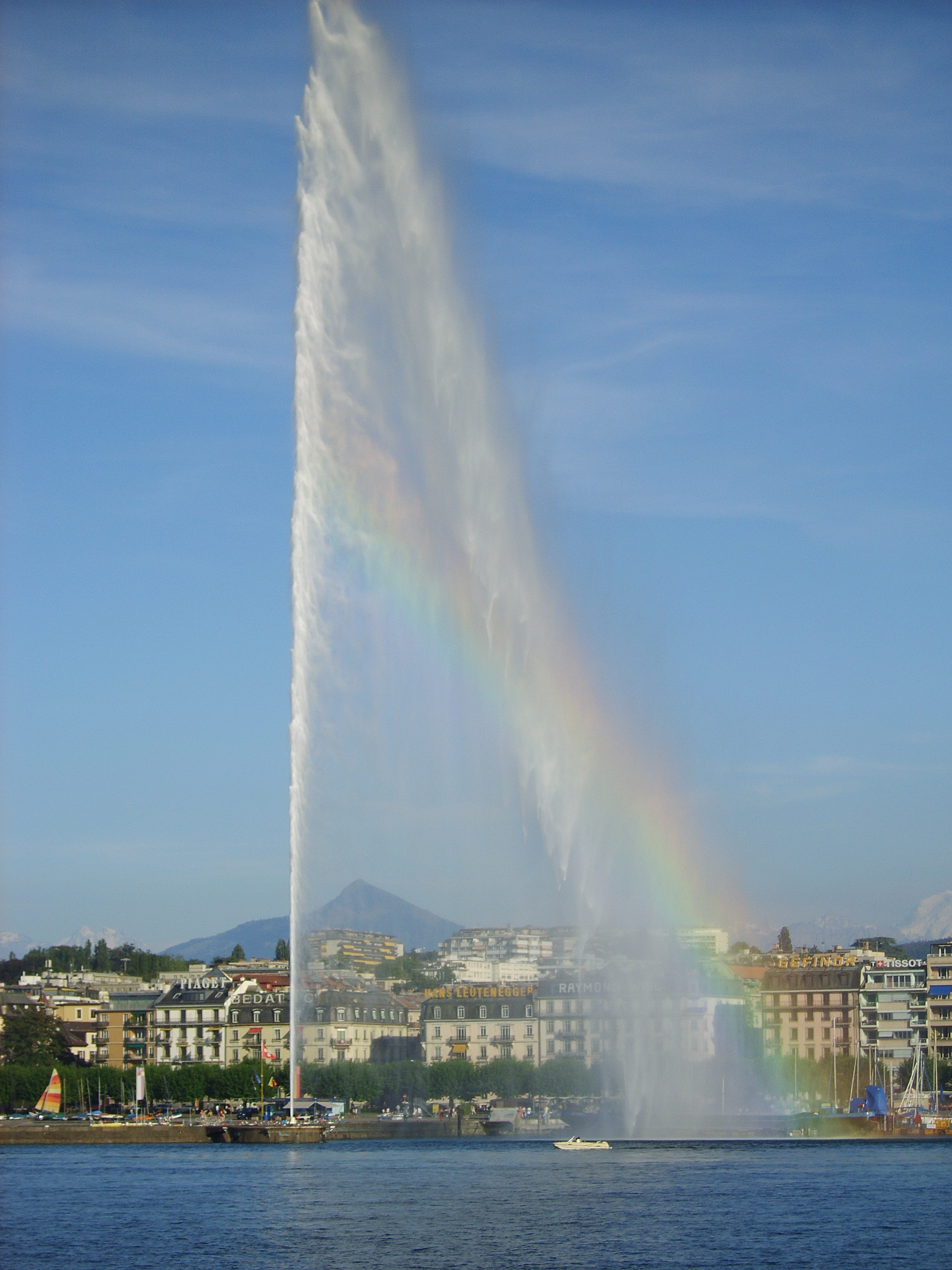
虹と大噴水
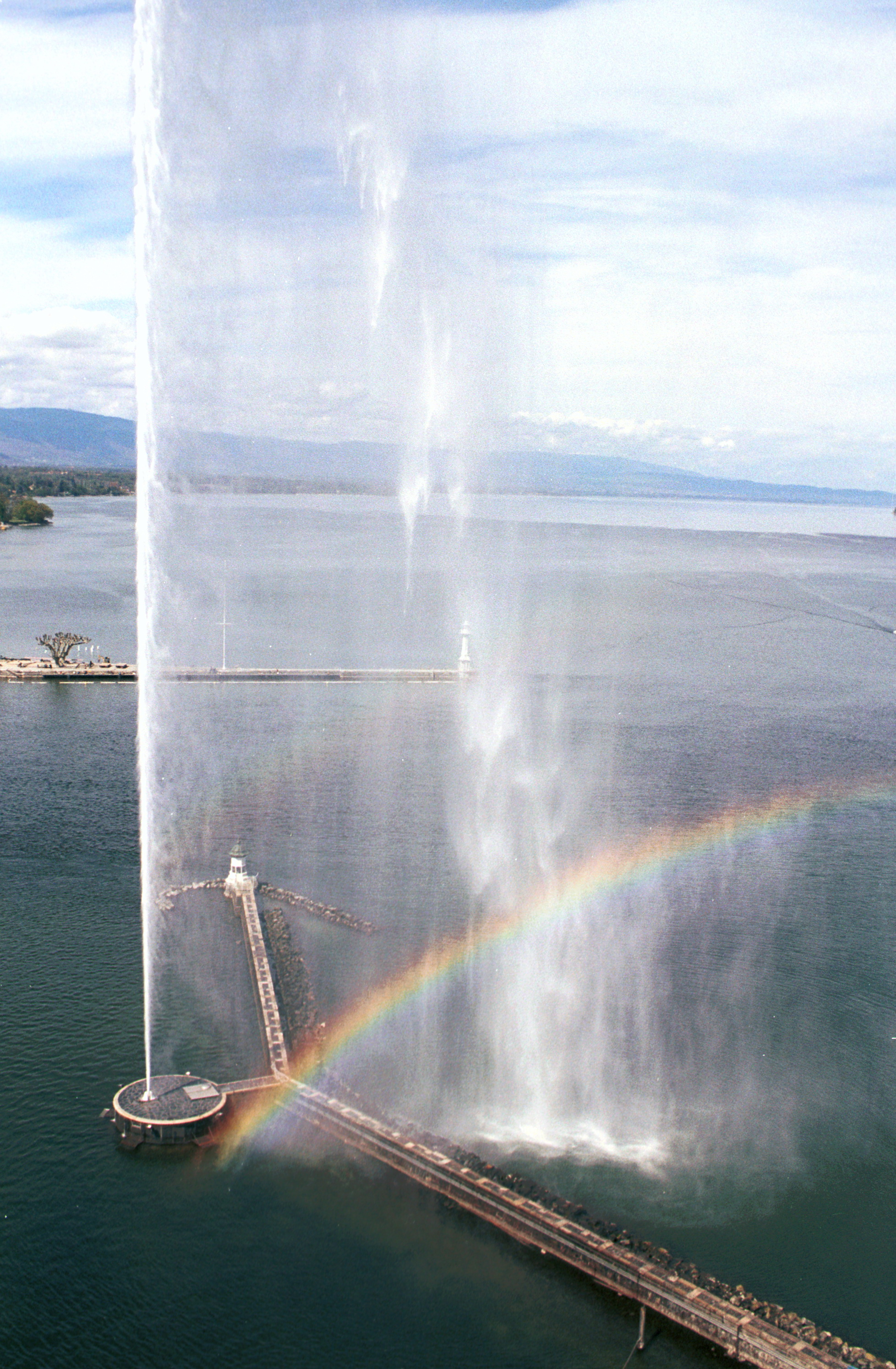
空撮
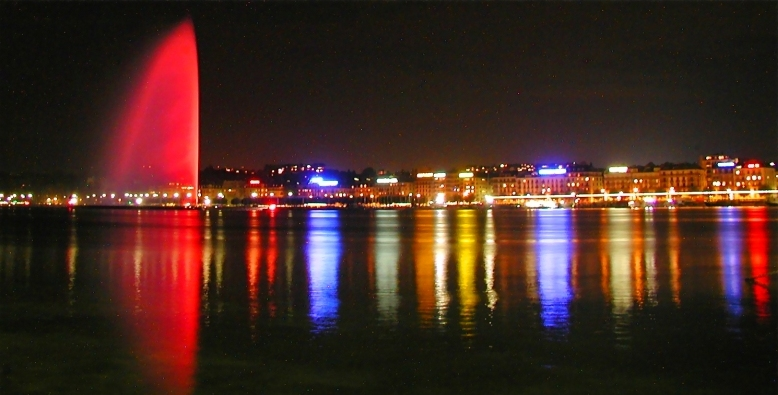
ライトアップされた大噴水
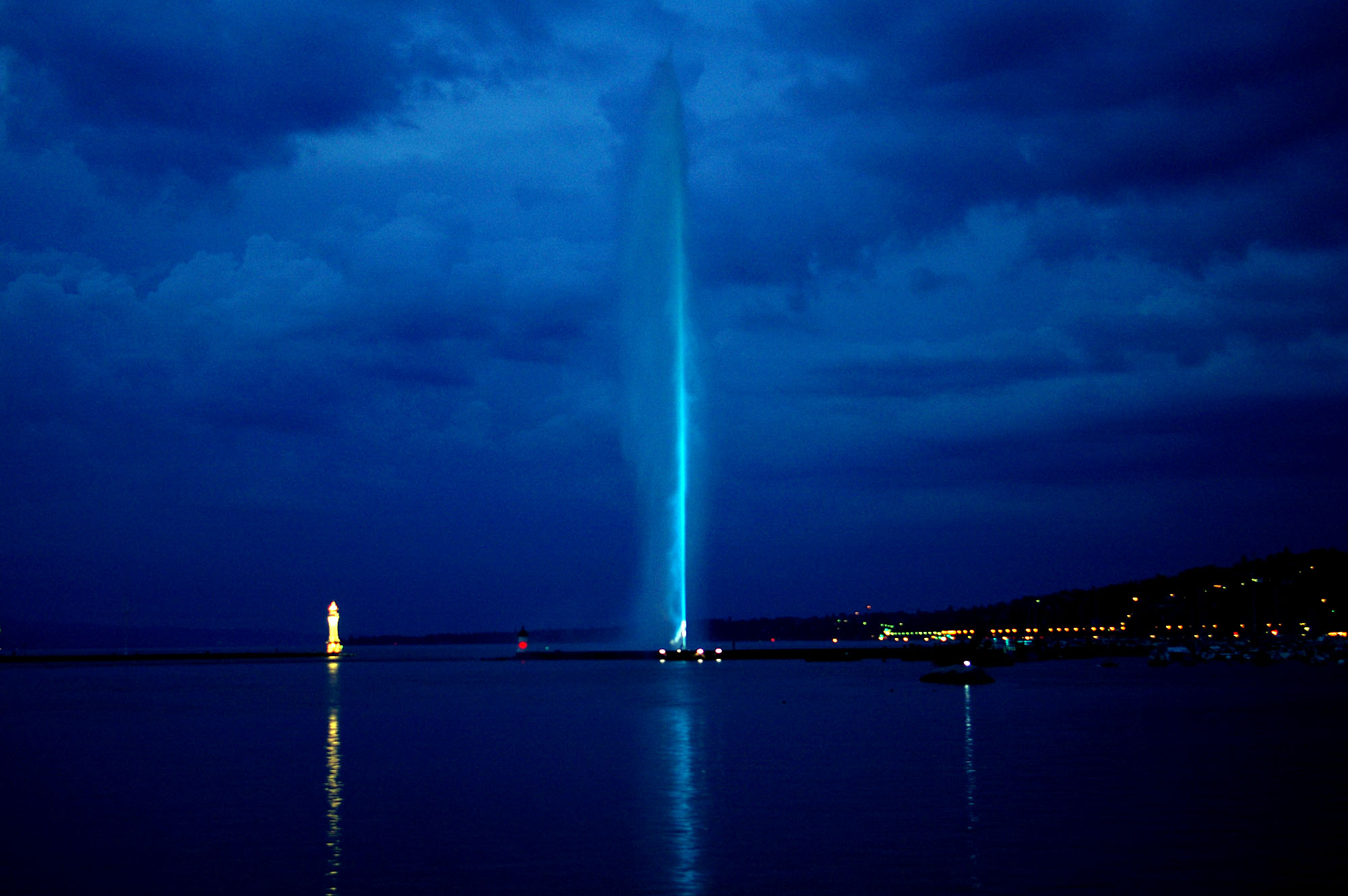
青く照らされた噴水
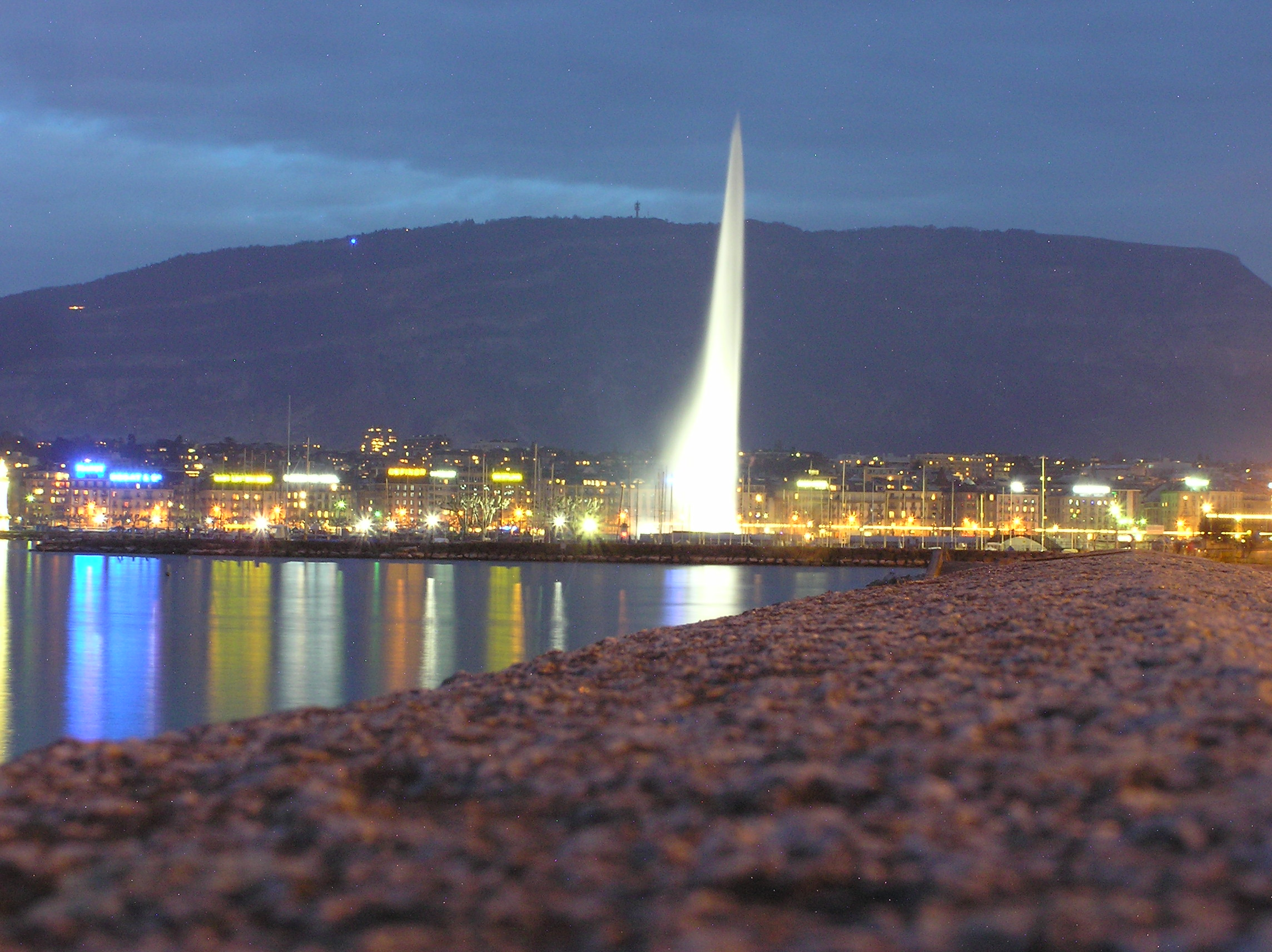
日暮れ前の噴水
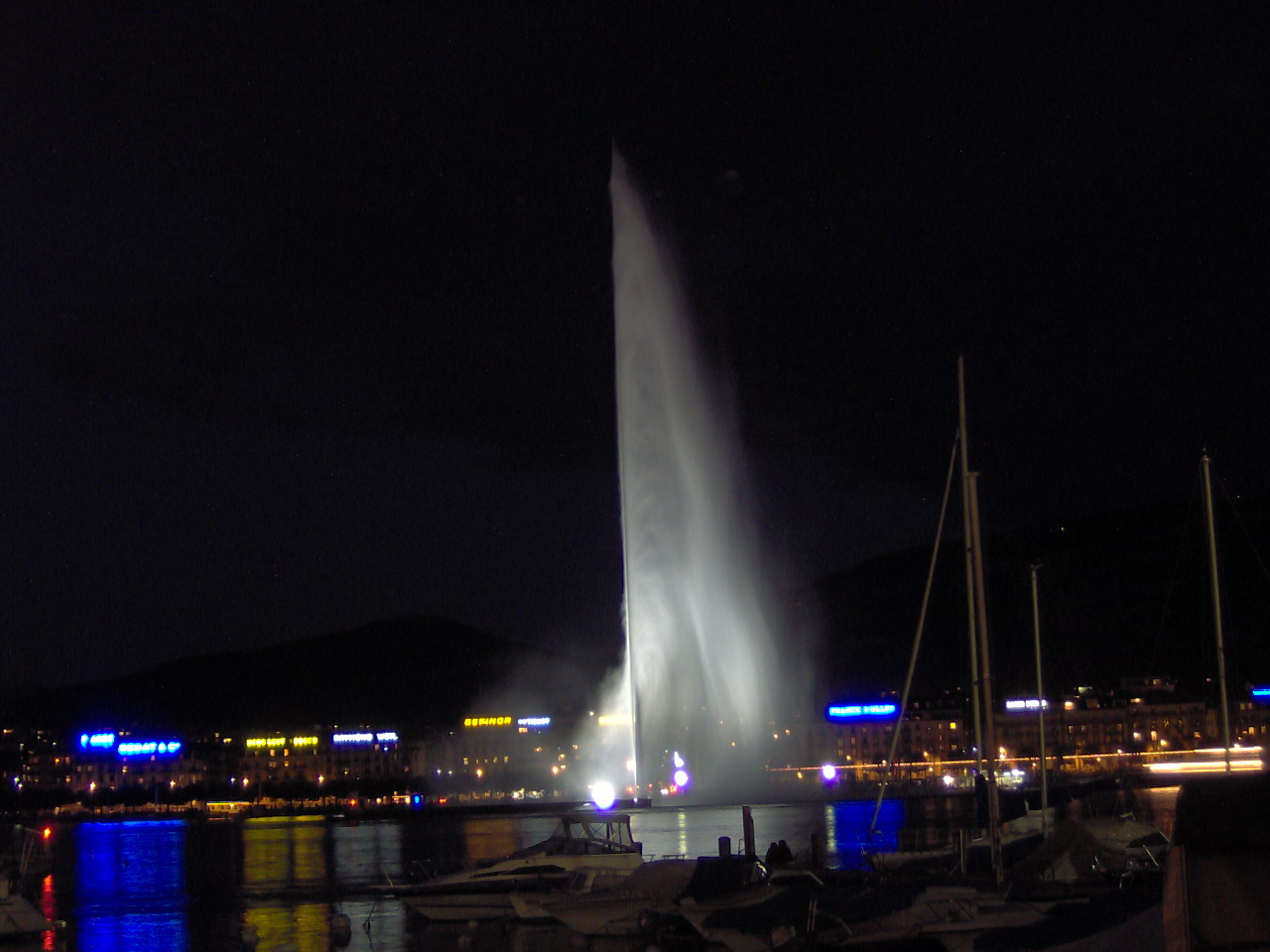
白く照らされた噴水